# 2MASS J1155-7919 b
2MASS J1155-7919 bとは、カメレオン座の方向に約330光年離れている恒星2MASS J1155-7919の周りを公転する太陽系外惑星である。

## 概要
木星の10倍の質量を持つ巨大ガス惑星と推定されており、主星2MASS J1155-7919から582 au（約870億 km）離れたところを公転している。2MASS J1155-7919 bは年齢が約500万年と非常に若く、形成途中の惑星と考えられている。主星から遠く離れた大質量の惑星は他にもいくつか知られているが、このような惑星がどのように形成され、なぜ主星から遠く離れた場所を公転しているかは分かっていない。2020年3月時点では、2MASS J1155-7919 bは地球から約100パーセクの範囲内にある亜恒星天体の中では最も若い天体である。
2020年にロチェスター工科大学（RIT）の研究員がガイア計画が公開した「Gaia DR2」のデータを使用して発見され、アメリカ天文学会に報告された論文でこの惑星の発見が発表された。